# Acalypha brachystachya
Acalypha brachystachya är en törelväxtart som beskrevs av Jens Wilken Hornemann. Acalypha brachystachya ingår i släktet akalyfor, och familjen törelväxter. Inga underarter finns listade i Catalogue of Life.